# Macellum (Rome)
Het Macellum was de grote voedselmarkt in republikeins Rome tussen de 2e eeuw v.Chr. en het einde van de 1e eeuw v.Chr.
Het macellum was een rechthoekig plein met zuilengangen, dat aan de buitenkanten was omgeven door rijen kleine winkels. Mogelijk stond in het midden een groot rond gebouw, de Tholos Macelli waar vis werd verkocht. Het macellum werd in 179 v.Chr. gebouwd door de censors van dat jaar, Marcus Fulvius Nobilior en Marcus Aemilius Lepidus. Het complex verrees direct achter de Basilica Aemilia op het Forum Romanum, die eveneens in hetzelfde jaar door Fulvius en Aemilius werd gebouwd. Zij brachten op het Macellum de verkoop samen van de levensmiddelen die eerder op de gespecialiseerde markten als het Forum Boarium (vlees), het Forum Holitorium (groente) en het Forum Piscarium (vis) plaatsvond. Het Forum Piscarium stond al op deze locatie, maar was in 210 v.Chr. afgebrand. De hoofdingang van het Macellum lag waarschijnlijk aan het Argiletum, met kleinere toegangen vanaf de straten die op het plein uitkwamen. Het complex was verdeeld in twee sectie, een hoger en een lager gelegen deel. Het hogere deel stond ook bekend als het Forum Cuppedinis, naar Numerius Equitius Cuppes, een berucht persoon die werd verbannen, waarnaar zijn vrijgekomen grond werd gebruikt voor de bouw van het Macellum.
Aan het eind van de Republikeinse tijd was Rome zo gegroeid dat een centrale markt voor de stad niet meer voldeed. Kleinere markten in de wijken namen deze functie over. Bij de bouw van het Forum van Augustus werd het Macellum afgebroken.

## Bron
- L. Richardson, jr, A New Topographical Dictionary of Ancient Rome, Baltimore - London 1992. pp,164, 240-241. ISBN 0801843006